# Den gula Rolls-Roycen
Den gula Rolls-Roycen (eng: The Yellow Rolls-Royce) är en brittisk episodfilm från 1964 i regi av Anthony Asquith. I huvudrollerna ses Rex Harrison, Ingrid Bergman, Shirley MacLaine, Omar Sharif, George C. Scott, Isa Miranda, Alain Delon och Jeanne Moreau.
Filmen använder en gul Rolls-Royce Phantom II från 1930 för att förbinda och rama in berättelsen om tre helt olika ägare: en engelsk aristokrat, en gangster från Miami och en förmögen amerikansk änka. Den utspelar sig under åren fram till och i början av andra världskriget.

## Rollista (i urval)
- Rex Harrison - Lord Charles, Markisen av Frinton
- Jeanne Moreau - Eloise, Markisinnan av Frinton
- Edmund Purdom - John Fane
- Shirley MacLaine - Mae Jenkins
- George C. Scott - Paolo Maltese
- Moira Lister - Angela, Lady St. Simeon
- Isa Miranda - Hertiginnan d'Angoulème
- Ingrid Bergman - Gerda Millett
- Omar Sharif - Davich
- Roland Culver - Norwood
- Michael Hordern - Harmsworth, chef för Hoopers
- Lance Percival - assisterande bilförsäljare på Hoopers
- Harold Scott - Taylor
- Alain Delon - Stefano
- Art Carney - Joey Friedlander
- Riccardo Garrone - G. Bomba, ägare av Genova Auto Salon
- Joyce Grenfell - Hortense Astor
- Wally Cox - Ferguson
- Richard Pearson - Osborn
- Carlo Croccolo - Michele, Mrs. Milletts chaufför
- Grégoire Aslan - Albaniens ambassadör
- Guy Deghy - Borgmästaren